# Felix Anthony Machado
Felix Anthony Machado (Vasai, 6 giugno 1948) è un arcivescovo cattolico indiano, dal 6 giugno 2024 vescovo emerito di Vasai.

## Biografia
È nato a Vasai il 6 giugno 1948.

### Formazione e ministero sacerdotale
Dopo aver frequentato la primaria alla Our Lady of Remedy Marathi School di Vasai e la secondaria alla St. Thomas High School di Deotalao, ha studiato filosofia nel seminario "San Pio X" di Goregaon dal 1966 al 1969 e teologia presso l'Università Cattolica di Lione dal 1972 al 1976. Nel 1970, mentre soggiornava in Francia, è entrato nella Comunità di Taizé, ove ha vissuto per sette anni. Tra il 1970 e il 1971 è stato volontario per un anno in un campo profughi al confine con il Bangladesh.
Il 30 ottobre 1976 è stato ordinato presbitero per l'arcidiocesi di Bombay. Il suo primo incarico è stato quello vicario parrocchiale della parrocchia di San Francesco Saverio a Giriz, Vasai, dal 1976 al 1977. Ha poi proseguito gli studi alla Maryknoll School of Theology di New York dove nel 1980 ha conseguito un Master of Arts in teologia con specializzazione in missiologia. Ha poi conseguito un dottorato di ricerca in teologia dogmatica presso la Fordham University di New York. In seguito è stato cappellano presso la Hofstra University di New York dal 1980 al 1984 e professore di teologia dogmatica e delle religioni mondiali nel seminario diocesano di Bombay dal 1985 al 1993. Nel 1994 è diventato officiale del Pontificio consiglio per il dialogo interreligioso. Nel 1998 si è incardinato nella nuova diocesi di Vasai. Dal 1999 alla nomina episcopale è stato sottosegretario del dicastero. Mentre viveva a Roma è stato collaboratore pastorale nella chiesa della Trasfigurazione di Nostro Signore Gesù Cristo.
Nel 1990 è stato eletto membro del comitato esecutivo di Pax Christi International. Gli è stato affidato il compito speciale di far conoscere Pax Christi ai circoli più ampi nei paesi asiatici. Pax Christi International è un organo cattolico che lavora per le questioni della giustizia e della pace e che promuove il messaggio di pace e riconciliazione tra tutti gli uomini di buona volontà.
È stato visiting professor di teologia dogmatica e missiologia al Pontificio Istituto Regina Mundi (associato con la Pontificia Università Gregoriana), alla Pontificia facoltà di scienze dell'educazione Auxilium, al campus di Roma della Loyola University di Chicago e alla Pontificia università urbaniana.
Ha scritto tre libri: Jnaneshvari, Path to Liberation e Journeying Together (edito in inglese, francese e italiano), una traduzione in marathi con un breve commento sul documento del Concilio Vaticano II Lumen Gentium. Ha anche pubblicato oltre cento articoli in varie riviste accademiche internazionali di teologia, filosofia, cultura e religione. Molti dei suoi articoli sono apparsi su L'Osservatore Romano tra il 1993 e il 2008. È stato redattore di "Pro Dialogo", una rivista trimestrale ufficiale della Santa Sede dal 1999 al 2008.

### Ministero episcopale
Il 16 gennaio 2008 papa Benedetto XVI lo ha nominato arcivescovo-vescovo di Nashik. Ha ricevuto l'ordinazione episcopale l'8 marzo successivo dal cardinale Oswald Gracias, arcivescovo metropolita di Bombay, co-consacranti il vescovo di Poona Valerian D'Souza e il vescovo emerito Nashik Thomas Bhalerao.
Il 10 novembre 2009 è stato nominato arcivescovo-vescovo di Vasai. Ha preso possesso della diocesi il 19 dicembre successivo.
Nel settembre del 2011 ha compiuto la sua prima visita ad limina.
Fa parte del comitato esecutivo del Giorno di "Preghiera per i bambini". Questo comitato internazionale ed interreligioso è stato istituito sotto l'egida di un buddista Myochikai dal Giappone. Il comitato lavora attivamente in collaborazione con l'UNICEF e l'UNESCO per i diritti dei bambini in tutto il mondo. In tale veste monsignor Machado è stato invitato a partecipare alla tavola rotonda organizzata dal segretario generale dell'ONU a New York il 20 novembre 2009 in occasione del 20º anniversario dei diritti dell'infanzia.
Nel marzo del 2010 è stato eletto per guidare i vescovi indiani nella promozione del dialogo interreligioso e dell'armonia nazionale in India. L'anno successivo è stato eletto presidente della commissione per l'ecumenismo della Conferenza cattolica dei Vescovi dell'India (CCBI). Nel 2013 è stato eletto presidente dell'ufficio per l'ecumenismo e il dialogo interreligioso della Federazione delle conferenze episcopali dell'Asia (FABC). È anche membro del comitato per la traduzione della Bibbia in marathi e della commissione liturgica regionale marathi.
Nel settembre del 2019 ha compiuto la sua seconda visita ad limina.
Dal 18 febbraio 2020 al 6 febbraio 2024 è stato segretario generale della Conferenza dei vescovi cattolici dell'India.
Il 6 giugno 2024 papa Francesco ha accolto la sua rinuncia, presentata per raggiunti limiti di età, al governo pastorale della diocesi di Vasai.
Come esperto di questioni interreligiose, è spesso invitato per eventi culturali e religiosi in tutto il paese, non solo dai gruppi cristiani ma soprattutto da indù, musulmani, buddisti e giainisti. Ha scritto anche in India diversi articoli su temi di spiritualità, armonia interreligiosa e integrazione nazionale.
È stato spesso invitato come relatore in numerosi seminari nazionali e internazionali (in inglese, francese e italiano) in tutto il mondo.
Oltre al marathi (madrelingua), e all'hindi, parla inglese, francese, italiano. Ha studiato anche latino, greco, sanscrito e tedesco.

## Genealogia episcopale
La genealogia episcopale è:
- Cardinale Scipione Rebiba
- Cardinale Giulio Antonio Santori
- Cardinale Girolamo Bernerio, O.P.
- Arcivescovo Galeazzo Sanvitale
- Cardinale Ludovico Ludovisi
- Cardinale Luigi Caetani
- Cardinale Ulderico Carpegna
- Cardinale Paluzzo Paluzzi Altieri degli Albertoni
- Papa Benedetto XIII
- Papa Benedetto XIV
- Papa Clemente XIII
- Cardinale Marcantonio Colonna
- Cardinale Giacinto Sigismondo Gerdil, B.
- Cardinale Giulio Maria della Somaglia
- Cardinale Carlo Odescalchi, S.I.
- Cardinale Costantino Patrizi Naro
- Cardinale Lucido Maria Parocchi
- Papa Pio X
- Papa Benedetto XV
- Papa Pio XII
- Cardinale Eugène Tisserant
- Papa Paolo VI
- Cardinale Agostino Casaroli
- Cardinale Ivan Dias
- Cardinale Oswald Gracias
- Arcivescovo Felix Anthony Machado